# Uroglena
Uroglena ist eine Gattung von Goldbraunen Algen (Chrysophyceae) mit nur wenigen Arten, die im Süßwasser vorkommen. 

## Merkmale
Die Vertreter bilden freischwimmende, kugelige Kolonien. Die Einzelzellen sind eiförmig bis verkehrt-birnenförmig. Sie sind radial um das Zentrum der Kolonie angeordnet und besitzen zwei unterschiedlich lange Geißeln. Bei jungen Kolonien stoßen die Zellen im Zentrum aneinander, bei größeren Kolonien sind sie durch eine Gallerte miteinander verbunden. Dabei ziehen von der Kugelmitte Gallertfäden zu den einzelnen Zellen. Die Zellen besitzen einen Zellkern und meist zwei kontraktile Vakuolen, die seitlich liegend. Es gibt ein oder seltener zwei braune Plastiden, die einen Augenfleck tragen. Die Größe der Kolonien beträgt 20 bis 1000 Mikrometer. 
Die ungeschlechtliche Fortpflanzung erfolgt durch Längsteilung der Zellen und durch Teilung der Kolonien. Es kommt auch zu Bildung von Zoosporen. Einige Vertreter bilden ungeschlechtliche Zysten (Stomatocyten), die eine verkieselte Zellwand besitzen. Geschlechtliche Fortpflanzung ist bisher von Uroglena nicht bekannt. 

## Vorkommen
Uroglena tritt vorwiegend in eher sauren, oligotrophen bis mesotrophen Gewässern im Plankton auf.

## Belege
- Karl-Heinz Linne von Berg, Michael Melkonian u. a.: Der Kosmos-Algenführer. Die wichtigsten Süßwasseralgen im Mikroskop. Kosmos, Stuttgart 2004, ISBN 3-440-09719-6, S. 114.